# オトデザイナーズ
株式会社オトデザイナーズは、聴覚心理学、音響・音声処理技術をコアコンピタンスとした日本のベンチャー企業。キャッチコピーは「"音"と"耳"をキーワードに新たな価値を創造する」。

## 概要
埼玉県和光市に本社を置く“音”と“耳”をキーワードに新たな価値を創造する企業。坂本真一が代表を務める。
企業向け及び研究者向けのコンサルティング、マーケティング、製品開発事業を手がける。
2012年1月、任天堂から発売されるWii用ゲームタイトル『キキトリック』を共同開発。